# 레오폴 세다르 상고르 국제공항
레오폴 세다르 상고르 국제공항(영어: Léopold Sédar Senghor International Airport, 프랑스어: Aéroport international Léopold-Sédar-Senghor)은 세네갈의 수도 다카르에 있는 국제공항으로 세네갈 항공의 허브 공항에 속한다. 다카르 북쪽 요프 인근에 위치한다. 다카르 요프 국제공항(영어: Dakar Yoff International Airport, 프랑스어: Aéroport international de Dakar-Yoff)이었으나, 1996년 10월 9일 다카르의 첫 대통령인 레오폴 세다르 상고르의 이름을 따서 이름을 바꾸었다. 2017년 12월에 블레즈-디아뉴 국제공항이 개항하면서 민간 공항이 이전하고 이 공항은 군사공항으로 전환되었다.

## 운항 노선

### 국제선
| 항공사               | 목적지 |
| -------------------- | --- |
| 에어 알제리          | 알제 |
| 에어 부르키나        | 바마코, 와가두구                                                                                                   |
| 에어 코트디부아르    | 아부장 |
| 에어 유로파          | 마드리드 |
| 에어프랑스           | 파리(샤를 드골) |
| 에어 이탈리아        | 밀라노(말펜사) |
| 에어 말리            | 바마코 |
| 에어 메디테라네      | 전세편: 보르도, 브레스트, 리옹, 마르세유, 낭트, 파리(샤를 드골), 툴루즈                                            |
| 아리크 에어          | 반줄, 프리타운, 라고스                                                                                             |
| 아스카이 항공        | 로메, 바마코 |
| 브뤼셀 항공          | 브뤼셀 |
| 코스에어 국제항공    | 파리(오를리) |
| 델타 항공            | 뉴욕(JFK) |
| 에미레이트 항공      | 두바이 |
| 에티오피아 항공      | 아디스아바바, 로메                                                                                                 |
| 감비아 버드 항공     | 아부장, 아크라, 바마코, 반줄, 코나크리, 프리타운, 몬로비아, 와가두구                                               |
| 이베리아 항공        | 그랑카나리아, 마드리드                                                                                             |
| 케냐 항공            | 아부장, 바마코, 나이로비                                                                                           |
| 모리타니 국제항공    | 코나크리, 누악쇼트                                                                                                 |
| 메디니아 플라이      | 밀라노(말펜사) |
| 니오스 항공          | 밀라노(말펜사) |
| 로얄 에어 모로코     | 카사블랑카 |
| 세네갈 항공          | 아부장, 바마코, 반줄, 비사우, 캡스컬링, 코나크리, 코토누, 두알라, 리브르빌, 니아, 누악쇼트, 와가두구, 프라이, 겐쇼 |
| 남아프리카 항공      | 요하네스버그(OR탐보), 워싱턴D.C.                                                                                   |
| TACV 카보베르데 항공 | 비사우, 프라이 |
| TAP 포르투갈         | 리스본 |
| 튀니스 에어          | 튀니스 |
| 터키항공             | 이스탄불(아타튀르크)                                                                                               |

### 화물 노선
| 항공사                | 목적지                                                         |
| --------------------- | -------------------------------------------------------------- |
| 에어프랑스 카고       | 파리(샤를 드 골)                                               |
| 에미레이트 스카이카고 | 캄피나스(비라코푸스), 두바이, 프랑크푸르트                     |
| 루프트한자 카고       | 부에노스아이레스(에제이사), 캄피나스(비라코푸스), 프랑크푸르트 |
| 메드 항공             | 카사블랑카                                                     |
| ULS 항공 카고         | 이스탄불(아타튀르크)                                           |
| 월드 에어웨이즈       |                                                                |

## 통계
| 년   | 승객(수)  | 변동(승객) | 화물(톤) | 변동(화물) |
| ---- | --------- | ---------- | -------- | ---------- |
| 2001 | 1,279,028 |            | 23,387   |            |
| 2002 | 1,358,538 | +6,2%      | 16,953   | -38,0%     |
| 2003 | 1,482,726 | +9,1%      | 17,051   | +0,6%      |
| 2004 | 1,566,573 | +5,7       | 21,159   | +24,1%     |
| 2005 | 1,605,010 | +2,5%      | 24,795   | +17,2%     |
| 2006 | 1,676,881 | +4,5%      | 22,032   | -12,5%     |
| 2007 | 1,821,956 | +8,7%      | 24,771   | +12,4%     |
| 2008 | 1,802,559 | -1,1%      | 21,789   | -13,7%     |
| 2009 | 1,554,546 | -13.8%     | 21,572   | -1.0%      |
| 2010 | 1,687,006 | +8,5%      | 24,112   | +11,8%     |